# Label socio-environnemental
Un label socio-environnemental (ou éco-socio-label) est un label environnemental qui a fortement intégré la dimension sociale du développement soutenable, tel qu'il a été défini au Sommet de la terre à Rio en juin 1992.
Le haute qualité environnementale, en intégrant la question du confort et de la santé des habitants et les économies d'énergie, s'en approche, mais de manière moins explicite.